# قره‌گل (توروس)
قره‌گل (انگلیسی: Karagöl) یک دریاچه در استان مرسین کشور ترکیه است.